# Paide
Paide (tysk: Weissenstein) er en by i det centrale Estland. Paide har et indbyggertal på ca. 8.073 (2024) indbyggere og er hovedby for amtet Järvamaa og kommunen Paide. Byen er fødeby for den kendte komponist Arvo Pärt.